# 遠藤奈美
遠藤 奈美（えんどう なみ、1983年4月14日 - ）は、KBS京都の女性アナウンサー。

## 人物
兵庫県西宮市出身。小学校、中学校の9年間をアメリカジョージア州ローム市で過ごす。
帰国後は、大阪教育大学附属池田高校、大阪外国語大学（現大阪大学）外国語学部地域文化学科を卒業。
2006年にKBS京都入社。同期入社は木村寿伸。
2019年に結婚、2021年に第1子を出産後、2022年5月から職場復帰。

## 現在の出演番組

### テレビ
- 京都新聞ニュース→KBS京都ニュース

### ラジオ
- 週刊シネマMAX
- チキチキ遠藤Nami乗りジョニー
- 妹尾和夫のパラダイスKyoto
- SPARK
- 京都新聞ニュース→KBS京都ニュース
- BSファイン×コネクション

## 過去の出演番組

### その他
- 女子アナ出題!Theご当地問題DVD&カード（タカラトミー、2007年9月27日発売）[要出典]